# Пакетований елементарний потік (PES)
Пакетований елементарний потік (англ. Packetized elementary stream, PES) — частина специфікації MPEG-2 Part 1 (Systems) (ISO/IEC 13818-1) і ITU-T H.222.0, який визначає передачу елементарних потоків (які зазвичай є результатом роботи відео чи аудіо енкодеру) за допомогою пакетів у структурі програмних потоків MPEG і транспортних потоків MPEG. Елементарний потік пакетується за допомогою поєднання послідовних байтових даних елементарного потоку в середині заголовків пакету PES.
Типовим методом передачі даних елементарного потоку від відео чи аудіо енкодеру, це спочатку створення пакетів PES із даних елементарного потоку і потім передача цих пакетів всередині пакетів транспортного потоку (TS) або пакетів програмного потоку (PS). Пакети TS потім можна мультиплексувати і передавати використовуючи технології трансляції даних, по типу тих, що використовуються у ATSC і DVB.

## Заголовок пакету PES
| Назва                           | Розмір                        | Опис |
| ------------------------------- | ----------------------------- | --- |
| Префікс початкового коду пакету | 3 байти                       | 0x000001 |
| Ідентифікатор потоку            | 1 байт                        | Наприклад: Аудіо потоки (0xC0-0xDF), Відео потоки (0xE0-0xEF) |
|                                 |                               | Примітка: Перші 4 байти називаються 32 бітним початковим кодом. |
| Довжина пакету PES              | 2 байти                       | Визначає кількість байт, які слідують в пакеті далі після цього поля. Значення може бути нульовим. Якщо значення довжини пакету PES задано в нуль, цей пакет може бути будь-якої довжини. Значення нуль може використовуватись лише коли вмістом пакету є елементарний відео потік. |
| Додатковий заголовок PES        | змінна довжина (довжина >= 9) | заголовок відсутній у разі вкладеного потоку & приватного потоку 2 (навігаційні дані) |
| Байти, що передаються           | змінна довжина                | |
| Дані                            |                               | У разі передавання приватного потоку перший байт вмісту є номером підпотоку. |